# در پارک اتفاق افتاد
در پارک اتفاق افتاد (ایتالیایی: Villa Borghese) یک فیلم به کارگردانی ویتوریو دسیکا و جانی فرانچولینی است که در سال ۱۹۵۳ منتشر شد.

## بازیگران
- آلبرتو بونوچی
- ویتوریو کاپریولی
- ادواردو د فیلیپو
- ویتوریو دسیکا
- آنا-ماریا فررو
- ترنس هیل
- آلدو گیفره
- فرانسوا پریه
- ژرار فیلیپ
- میشلین پرل
- جووانا رالی
- انزو تورکو
- فرانکا والری
- انریکو ویاریزیو
- گوئی‌یلمو اینگلسه
- جولیا روبینی
- ویتوریا کریسپو
- جرمانا پائولیری
- آنتونیو چیفاریلو
- لیانا فری